# CYGNSS
CYGNSS (ein Akronym für Cyclone Global Navigation Satellite System) ist eine Anordnung von acht Wettersatelliten, die in einer Partnerschaft zwischen der NASA, der Universität Michigan und dem Southwest Research Institute entwickelt wurden.
Sie wurden zusammen am 15. Dezember 2016 um 13:37 UTC mit einer Pegasus-Trägerrakete von einem Trägerflugzeug über dem Atlantik in eine erdnahe Umlaufbahn gebracht.
Die dreiachsenstabilisierten Satelliten sind mit einem Scatterometer namens Delay Doppler Mapping Instrument (DDMI) der Firma Surrey Satellite Technology ausgerüstet und sollen die tropische Zone der Erde umkreisen und nach Anzeichen für Wirbelstürme suchen. Im Schnitt soll jeder Punkt zwischen 35° nördlicher und südlicher Breite, in der Wirbelstürme überwiegend auftreten, alle sieben Stunden erfasst werden. Die Satelliten messen die Geschwindigkeit des Winds über den Wellengang. Dieser verändert das Reflexions- und Streuverhalten von Radiowellen von der Meeresoberfläche, wobei als Quelle für die Funksignale die GPS-Navigationssatelliten verwendet werden. Dazu wird bei passender Konstellation das von der Meeresoberfläche reflektierte Signal mit dem direkt empfangenen des GPS-Satelliten verglichen, woraus sich dann die Windstärke berechnen lässt. Das Messinstrument kann durch drei Empfänger (zwei für die Meeresoberfläche und einer für den Direktempfang von den GPS-Satelliten) die Signale von vier verschiedenen GPS-Satelliten gleichzeitig und bis zu 32 Messungen pro Sekunde ausführen. Die Energieversorgung übernehmen Solarzellen mit einer Spannweite von 1,63 m die die Satelliten mit den benötigten 60 Watt Leistung versorgen. Jeder Satellit wiegt 29 Kilogramm, wobei zusammen mit der Absetzvorrichtung eine Gesamtmasse von 346 Kilogramm in den Orbit gebracht wurden. Die Satelliten wurden auf Basis eines Mikrosatellitenbus der Southwest Research Institute gebaut und kosteten 152 Mio. US-$. Die geplante Lebensdauer beträgt zwei Jahre.